# Loxocalyx
Loxocalyx, biljni rod iz porodice usnatica , smješten u tribus Leonureae, dio potporodice Lamioideae. Pripada mu 3 vrste trajnica, dva endema iz Kine i jedan iz Japana
Ove biljke su uspravne, jako razgranate trajnice sa listovima na jako dugim peteljkama; rub plojke lista nazubljen. Vjenčić je ružičast, ljubičast, tamnoljubičast, do tamnocrven, s 2 usne, puberulentan. Prašnika 4, podjednakih, uzdižu ispod gornje usne vjenčića; filamenti pločasti, puberulentni; prašnici u paru zbijeni, jajasti, stanica 2, razdvojene. Vrh diska usječen, produljen u plodu. Stil uključen ili malo izbočen, vrh jednako 2-rascjepljen. Oraščići trostruki, jajoliki, na vrhu usječeni, puberulentni. 

## Vrste
1. Loxocalyx ambiguus (Makino) Makino; Japan
2. Loxocalyx quinquenervius Hand.-Mazz.; Kina
3. Loxocalyx urticifolius Hemsl.; Kina